# Lavinia Hope
Lavinia Hope (* 2003 in Italien) ist eine in Deutschland wirkende Popsängerin mit italienischen Wurzeln. Sie tritt vor allem unter ihrem Vornamen auf.

## Leben
Lavinia Hope wurde in Italien geboren und wuchs im Vereinigten Königreich auf. Später zog sie zunächst mit ihrer Mutter nach Esslingen am Neckar, wo sie auch eine Musikschule besuchte.
Um das Abitur abzulegen, blieb sie alleine in Deutschland. Sie begann Gitarre zu lernen und sich als Songwriterin zu versuchen. Sie zog nach Berlin, wo sie mit verschiedenen DJs wie Luca-Dante Spadafora, Bennett, Niklas Dee und Ely Oaks zusammenarbeitete.
International erfolgreich war 2025 der Song Borderline, den sie mit Ely Oaks umsetzte. Lavinia Hope steht derzeit bei Jinx Music unter Vertrag.

## Diskografie

### EPs
- 2024: K.O. (Remixes)

### Singles
- 2022: A Friend #allesgutebeginntmitdir
- 2022: Had It All
- 2023: Don’t Come Close
- 2023: Top of the World
- 2023: Calling My Name (mit Vamero & Tiscore)
- 2023: Lay All Your Love on Me (mit Yamas & Lietru)
- 2023: Cool Kids (mit Old Jim & Yamas)
- 2024: Bad Love (mit Vamero & B.eth)
- 2024: Lights Up (mit Frederico)
- 2024: K.O. (mit Ely Oaks)
- 2024: All Night (mit Ceres & Paradigm)
- 2025: My Birthday (mit Ely Oaks)
- 2025: No Regrets (mit Altégo & Ely Oaks)
- 2025: Canyons (mit YouNotUs)
- 2025: Borderline (mit Ely Oaks)
- 2025: I Wanna Go (mit Ely Oaks)

### Remixe
- 2024: Sigma Boy (mit Ely Oaks und Betsy & Mascha Jankowskaja)